# Campionati svizzeri di sci alpino 1981
Ai Campionati svizzeri di sci alpino 1981 furono assegnati i titoli di discesa libera, slalom gigante, slalom speciale e combinata, sia maschili sia femminili; oltre agli sciatori svizzeri poterono concorrere al titolo anche gli sciatori di nazionalità liechtensteinese, mentre gli atleti delle altre federazioni, pur prendendo parte alle competizioni, potevano ottenere solo prestazioni valide ai fini del punteggio FIS.

## Risultati
| Specialità      | Uomini          | Donne        |
| --------------- | --------------- | ------------ |
| Discesa libera  | Toni Bürgler    | Hanni Wenzel |
| Slalom gigante  | Joël Gaspoz     | Erika Hess   |
| Slalom speciale | Marc Girardelli | Erika Hess   |
| Combinata       | Thomas Bürgler  | Erika Hess   |